# Cyclocephala melanocephala
Genre
Synonymes
- Cyclocephala melanocephala melanocephala (Fabricius, 1775)
- Cyclocephala dimidiata Burmeister, 1847
- Cyclocephala elegans Horn, 1871
- Chalepus leucophthalma Fischer von Waldheim, 1823
- Dichromina ocularis Casey, 1915
- Cyclocephala melanocephala rubiginosa Burmeister, 1847
- Cyclocephala ventralis Erichson, 1847

Cyclocephala melanocephala est une espèce de coléoptères de la famille des Scarabaeidae et de la sous-famille des Dynastinae. Elle est trouvée en Amérique du Nord,  Centrale et Amérique du Sud.